# Бадюлин, Фёдор Васильевич
Фёдор Васильевич Бадюлин (1885, c. Большое Святцово, Тверская губерния — 11 февраля 1921, с. Завидово, Тверская губерния) — сельский учитель, революционер, большевик.

## Биография
Родился в селе Большое Святцово (ныне Торжокский район Тверской области) в крестьянской семье. В 1903 году окончил четырёхклассное училище в Торжке, в 1904 — учительские курсы в г. Поречье Смоленской губернии.
Участвовал в революционных событиях 1905 года в Петербурге. С 1906 по 1914 году работал учителем сельских училищ в селах Сукромля и Большое Святцево, вёл революционную пропаганду среди крестьян.
В начале Первой мировой войны был мобилизован, в июле 1917 года вернулся, участвовал в октябрьских революционных событиях. В 1918 году вступил в РКП(б), возглавил уездный отдел народного образования, по его инициативе были открыты постоянные учительские курсы в Торжке, народный университет в селе Грузины, школы, избы-читальни, библиотеки. В декабре 1919 года назначен губернским комиссаром по народному образованию.
С февраля 1921 года являлся чрезвычайным уполномоченным по проверке выполнения продразвёрстки в Ржевском уезде. 11 февраля 1921 года в селе Завидово (ныне Оленинский район Тверской области) убит местными крестьянами.
Похоронен в Торжке, на площади Революции. Его именем были названы Торжокское педагогическое училище, ряд школ области, улицы в Торжке и  Твери.